# 会津藩主松平家墓所

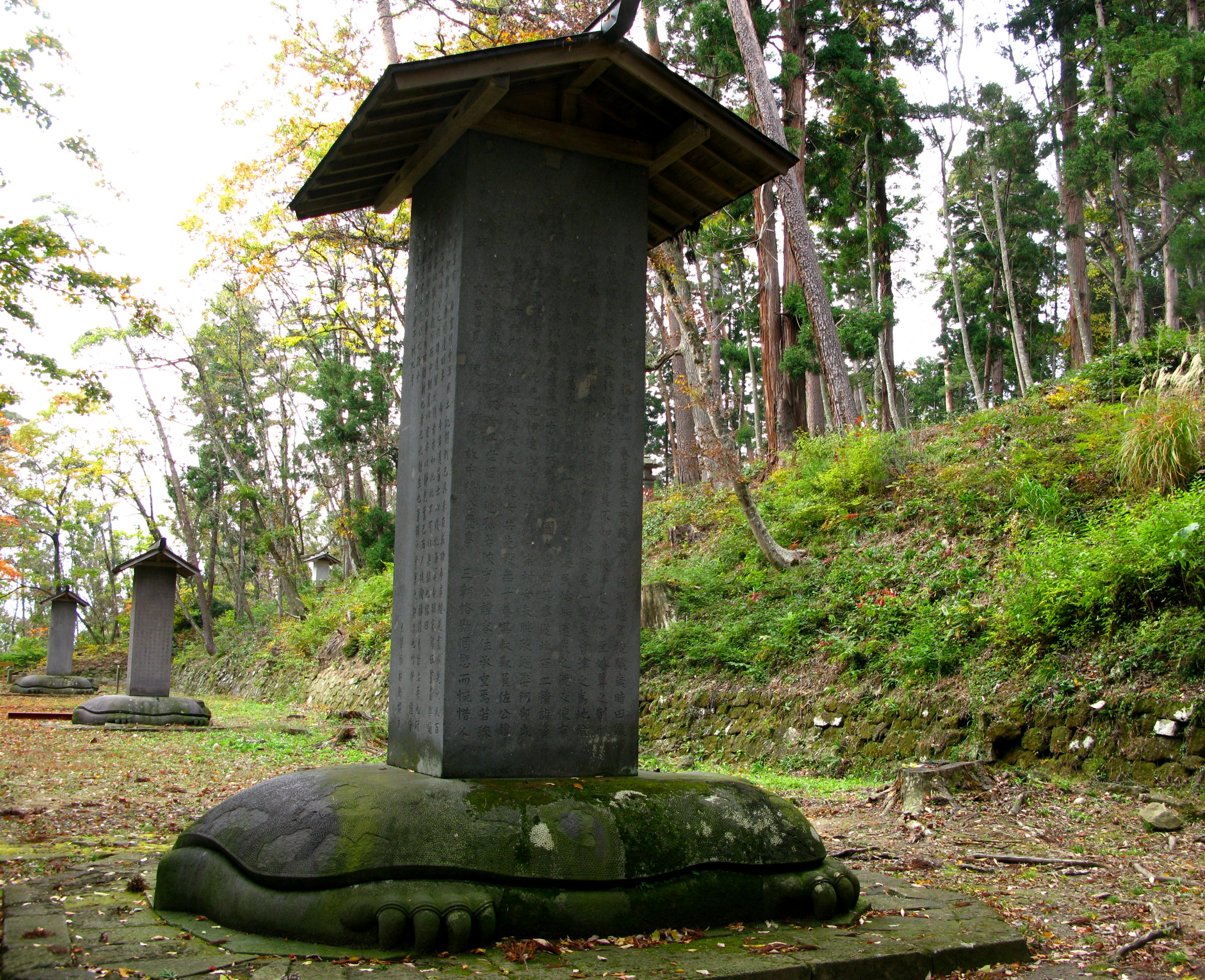
院内御廟
奥から7代、6代、5代の碑石

会津藩主松平家墓所（あいづはんしゅまつだいらけぼしょ）は、福島県耶麻郡猪苗代町および会津若松市にある会津松平家歴代藩主の墓所である。国の史跡に指定されている。

## 概要
初代保科正之の墓所は猪苗代町の土津神社にあり、2代保科正経から9代松平容保までの墓所は会津若松市東山町の松平家院内御廟（いんないごびょう）にある。両所は、大名家の神式墓所の代表的なものとして、1987年（昭和62年）5月12日に国の史跡に指定されている。

## 土津神社
初代正之の墓所は、遺言により自ら選定した猪苗代湖を望む磐梯山山麓の美祢山に、死去の翌1673年（延宝元年）神式によって造られ、葬られた。後に土津神社が建立された。

## 院内御廟
2代藩主以降の墓は、正之の死より前の1657年（明暦3年）に、正之の次男保科正頼が死去した際、正之が若松城下の院内山を墓所として定めたことからはじまる。2代藩主保科正経は仏式により葬られ、3代藩主松平正容から9代藩主松平容保までが神式によって葬られた。
神式の墓は、亀形石を台座とした碑石が前面にあり、その奥の一段高い場所に灯篭が対に並び、その奥に表石、さらに奥に小高い墳丘を造りその上に八角形石組の鎮石が置かれている。御廟には歴代藩主のほかに家族や子孫の墓、拝殿がある。
2001年（平成13年）12月に史跡保護のため公有化を行い、史跡指定区域のほとんどが、会津松平家から会津若松市の所有になった。その後、保存・管理・活用基本計画、整備実施計画を策定し、2005年（平成17年）からはその年次計画に基づき、樹木の整備、き損箇所・危険箇所の復旧、便益施設の整備等の本格的な史跡環境整備に着手している。

## 所在地
- 土津神社：福島県耶麻郡猪苗代町字美祢山1番地
- 院内御廟：福島県会津若松市東山町大字石山字墓山甲1731番地1